# Pipistrellus inexspectatus
Pipistrellus inexspectatus — вид роду нетопирів.

## Середовище проживання
Країни поширення: Бенін, Камерун, Гана, Нігерія, Сьєрра-Леоне. Цей вид був записаний в сухих і вологих саванах. Типовою місцевістю є гвінейське рідколісся.

## Загрози та охорона
Загрози для цього виду погано відомі. Поки не відомо чи вид перебуває в будь-яких охоронних територіях.